# Sushilnoi Island
Sushilnoi Island ist eine kleine unbewohnte Insel der Fox Islands, die zu den Aleuten gehören. Das etwa 650 m lange Eiland liegt 26 km östlich von Deer Island entfernt.  